# Battaglia di Novara (1513)
La battaglia di Novara, detta anche battaglia dell'Ariotta, venne combattuta il 6 giugno 1513.
Le truppe svizzere, parte della Lega Santa, sconfissero i francesi guidati da Louis de la Trémoille, costringendoli ad abbandonare Milano. Come conseguenza il Ducato di Milano tornò sotto Massimiliano Sforza.

## Antefatti
In seguito alla cattura di Ludovico il Moro, i francesi dominarono il Ducato di Milano appoggiati dalle nobili famiglie dei Caccia, dei Tornielli, dei Trivulzio. Tra il 1512 e il 1525, la città fu campo di battaglia nelle lotte tra francesi e svizzeri. Il 3 giugno 1513, l'esercito svizzero, ridotto numericamente e privo di artiglieria, presidiava la città assediata dai francesi decisi a riconquistarla. La situazione era difficile, ma quando nel pomeriggio del 4 giugno giunse la notizia dell'imminente arrivo di 8000 svizzeri, il duca La Tremoille e Gian Giacomo Trivulzio, temendo di trovarsi prigionieri tra due fuochi, diedero ordine alle truppe di ritirarsi.

## Battaglia
L'esercito francese si accampò a pochi chilometri ad est di Novara, sulla strada per Trecate, tra il borgo di Pernate a nord e la cascina Mirabella a sud, su un fronte di circa due chilometri. 
Il grosso dell'esercito si trovava nei pressi della cascina Ariotta (non più esistente) che darà il nome alla battaglia. Frattanto gli svizzeri entravano in Novara accolti trionfalmente dalla popolazione. Occorreva però sfruttare il momento di incertezza dell'esercito francese: il 6 giugno, alle prime luci dell'alba, l'esercito svizzero uscì dalla città diviso in tre colonne.
La colonna che costituiva l'ala sinistra attaccò a sorpresa la cavalleria leggera francese che fu costretta a ritirarsi, poi si diresse contro i mercenari tedeschi e svizzeri al soldo dei francesi.
La seconda colonna svizzera caricò l'artiglieria francese schierata davanti alla cascina Ariotta in modo da tenerla impegnata e silenziarla mentre la terza aggirò i cannoni e attaccò da dietro la fanteria pesante francese. La cavalleria pesante francese, vanto dell'esercito, non riuscì ad intervenire a causa del terreno particolarmente fangoso dato che in precedenza era stato fatto allagare da Gian Giacomo Trivulzio e fu costretta a ritirarsi dal campo. La battaglia durò, a seconda delle fonti, da due a quattro ore. Lo scontro molto cruento fu vinto dalle fanterie svizzere che catturarono i 22 cannoni francesi e distrussero gli odiati mercenari antagonisti.

## Conseguenze
Le perdite di vite umane furono ingenti: caddero 1300-1500 svizzeri e 5000-6000 francesi oltre ad un simile numero tra feriti. Gli svizzeri catturarono tutti i 22 pezzi d'artiglieria e i carriaggi dell'esercito nemico e giustiziarono i mercenari tedeschi catturati. Sul campo di battaglia non si è inspiegabilmente trovata alcuna traccia di sepolture. 
Con la battaglia dell’Ariotta gli svizzeri raggiunsero l’apice della loro gloria militare. I francesi furono costretti a ritirarsi da Milano e Massimiliano Sforza fu restaurato in qualità di duca sebbene sotto tutela della Vecchia Confederazione.
Solamente due anni dopo, tuttavia, Luigi XII avrebbe riconquistato Novara. Ricominciarono così gli scontri tra francesi e svizzeri che durarono sino alla sconfitta decisiva di questi ultimi alla battaglia di Marignano del 1515 che portò al trattato di Friburgo in seguito al quale non si sarebbero più verificati scontri militari tra le due parti sino al 1798.